# Eugen Fischer
Eugen Fischer (Karlsruhe, 5 de julho de 1874 — Freiburg im Breisgau, 9 de julho de 1967) foi um médico, antropólogo e cientista alemão, e um dos principais eugenistas do século XX.

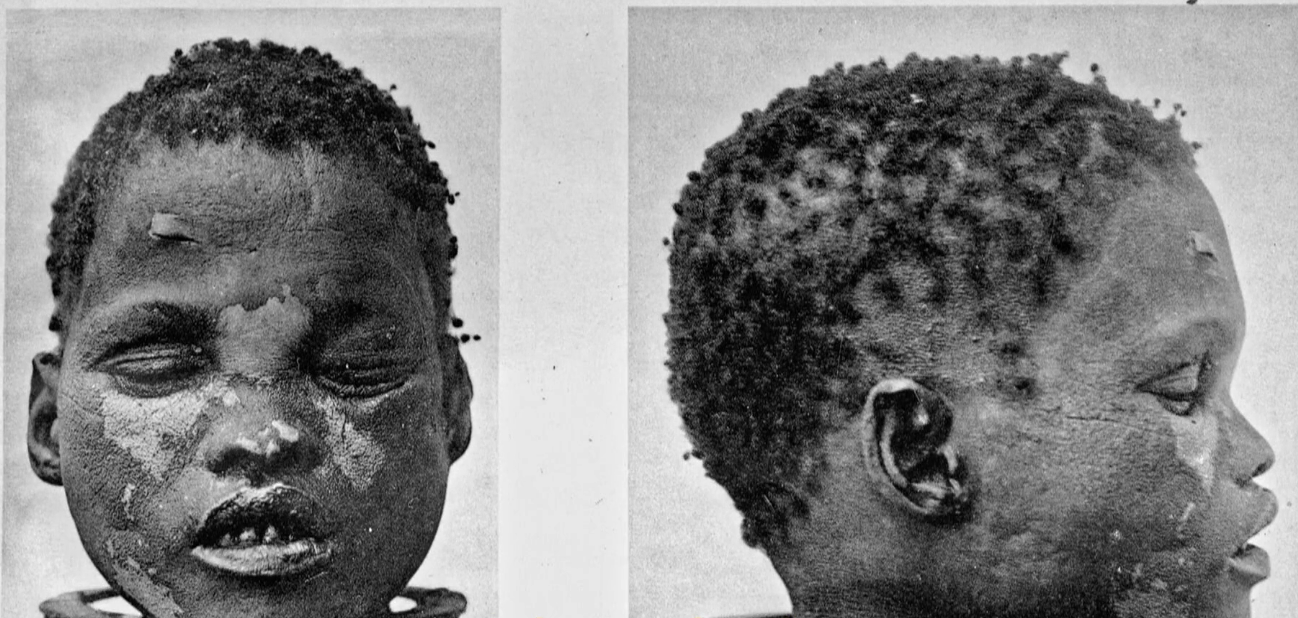
Cabeça de criança utilizada para experimento.

Eugen Fischer juntamente com o cientista Theodor Mollison, realizaram experimentos médicos, com cabeças decepadas de crianças, homens e mulheres dos povos Hereros e Namas nos campos de concentração alemães no sudoeste Africano (onde hoje se localiza a Namíbia), entre 1904 e 1907, produzindo as teorias da Antropologia Racial.

## Ligações  externas
- (em português) Xiconlab - Conter os casamentos mistos: Eugen Fischer num povoado livre do racismo. Página acessada em 26/02/2012.